# Lene Kühle
Lene Kühle (født 21. januar 1971 i Skive) er en dansk religionssociolog og ph.d., som er professor ved Institut for Kultur og Samfund ved Aarhus Universitet.

## Karriere
Kühle er uddannet som cand.mag. i religion, matematik og fysik i 1998 og har senere (i 2004) opnået en ph.d.-grad i religionssociologi.
I 2021-2022 var hun formand for Nordic Association for Sociology of Religion. 1. august tiltrådte hun som professor i religionssociologi ved Aahus Universitet.

## Udgivelser
Kühle har blandt andet sammen med Malik Larsen været forfatter til værket Danmarks moskéer. Mangfoldighed og samspil (Aarhus Universitetsforlag) fra 2019.

## Privatliv
Kühle er gift og har tre børn. Hun betegnede sig i et interview i 2021 med Kristeligt Dagblad som kulturkristen.